# Ed Marinaro
Ed Marinaro (New York, 31 marzo 1950) è un ex giocatore di football americano e attore statunitense.

## Biografia
Dopo le scuole superiori a New Milford, dove ha giocato con i New Milford High School Knights, ha frequentato la Cornell University.
Negli anni settanta iniziò la sua carriera da attore recitando in famose serie tv come Hill Street: giorno e notte, The Edge of Night, Laverne & Shirley e recitando anche per il cinema: l'ultimo suo film è stato il terzo capitolo della trilogia di Leggende metropolitane nel ruolo del sindaco Bill Owens, il padre della protagonista (Kate Mara).Attualmente sta lavorando nel cast di Blue Mountain State nel ruolo del coach Marty Daniels.

### Vita privata
È sposato con Tracy York e ha un figlio di nome Eddie.

## Filmografia

### Cinema
- Rapsodia per un killer (Fingers), regia di James Toback (1978)
- The Gong Show Movie, regia di Chuck Barris (1980)
- Dead Aim, regia di William Vanderkloot (1987)
- Sognando Manhattan (Queens Logic), regia di Steve Rash (1991)
- L'angelo della morte (The Protector), regia di Bret McCormick (1999)
- Urban Legend 3 (Urban Legends: Bloody Mary), regia di Mary Lambert (2005)
- Circus Camp, regia di Audrey e Judy Landers (2006)
- Lesser of Three Evils, regia di Wayne Kennedy (2007)
- Vic, regia di Steven Ameche - cortometraggio (2011)
- I molti santi del New Jersey (The Many Saints of Newark), regia di Alan Taylor (2021)

### Televisione
- Angeli volanti (Flying High) – serie TV (1978)
- Eischied – serie TV, 1 episodio (1980)
- Laverne & Shirley – serie TV, 11 episodi (1980-1981)
- Born Beautiful, regia di Harvey Hart – film TV (1982)
- Policewoman Centerfold, regia di Reza Badiyi – film TV (1983)
- Hill Street giorno e notte (Hill Street Blues) – serie TV, 98 episodi (1981-1986)
- Tonight's the Night, regia di Bobby Roth – film TV (1987)
- CBS Schoolbreak Special – serie TV, 1 episodio (1987)
- Mia sorella Sam (My Sister Sam) – serie TV, 1 episodio (1988)
- Shades of Love: The Emerald Tear, regia di Mort Ransen – film TV (1988)
- Sharing Richard, regia di Peter Bonerz – film TV (1988)
- Falcon Crest – soap opera, 5 puntate (1987-1988)
- La gang dei diamanti (The Diamond Trap), regia di Don Taylor – film TV (1988)
- Dynasty – soap opera, 2 puntate (1989)
- Ai confini della realtà (The Twilight Zone) – serie TV, episodio 3x30 (1989)
- Baby Boom – serie TV, 1 episodio (1989)
- Grand – serie TV, 3 episodi (1990)
- Menu for Murder, regia di Larry Peerce – film TV (1990)
- Voci nella notte (Midnight Caller) – serie TV, 1 episodio (1991)
- Monsters – serie TV, 1 episodio (1991)
- Amy Fisher: My Story, regia di Bradford May – film TV (1992)
- Passport to Murder, regia di David Hemmings – film TV (1993)
- Dancing with Danger, regia di Stuart Cooper – film TV (1994)
- Sisters – serie TV, 75 episodi (1991-1994)
- Dream On – serie TV, episodi 5x01 e 5x02 (1994)
- Il tocco di un angelo (Touched by an Angel) – serie TV, episodio 1x07 (1994)
- Favorite Deadly Sins, regia di David Jablin e Denis Leary – film TV (1995)
- Deadly Web, regia di Jorge Montesi – film TV (1996)
- Champs – serie TV, 11 episodi (1996)
- Volo 747: panico a bordo (Panic in the Skies!), regia di Paul Ziller – film TV (1996)
- Doomsday Rock, regia di Brian Trenchard-Smith – film TV (1997)
- Grace Under Fire – serie TV, 1 episodio (1998)
- Catch Me If You Can, regia di Jeffrey Reiner – film TV (1998)
- Oh, Grow Up – serie TV, 1 episodio (1999)
- A Gift of Love: The Daniel Huffman Story, regia di John Korty – film TV (1999)
- Odd Man Out – serie TV, 1 episodio (1999)
- Twice in a Lifetime – serie TV, 1 episodio (2000)
- Inferno di ghiaccio (Avalanche Alley), regia di Paul Ziller – film TV (2001)
- Squadra emergenza (Third Watch) – serie TV, episodio 3x21 (2002)
- 8 semplici regole (8 Simple Rules) – serie TV, episodio 1x22 (2003)
- Detective Monk (Monk) – serie TV, episodio 2x09 (2003)
- Jane Doe: Til Death Do Us Part, regia di Armand Mastroianni – film TV (2005)
- Yeti, regia di Paul Ziller – film TV (2007)
- I giorni della nostra vita (Days of Our Lives) – soap opera, 3 puntate (2011)
- Blue Mountain State – serie TV, 39 episodi (2010-2011)

## Doppiatori italiani
Nelle versioni in italiano delle opere in cui ha recitato, Ed Marinaro è stato doppiato da:
- Guido Sagliocca in Hill Street giorno e notte
- Paolo Poiret in Sisters
- Giorgio Locuratolo in Detective Monk
- Michele Gammino in Urban Legend 3
- Mino Caprio in Blue Mountain State
- Antonello Governale in Blue Mountain State: The Rise of Thadland

## Vittorie e premi
- Maxwell Award 1971
- UPI College Football Player of the Year 1971
- College Football Hall of Fame